# 北辛安站
北辛安站是一个位于中国北京市石景山区古城街道北辛安路与修理厂街交叉口南侧，属于北京地铁11号线的地铁车站，2021年12月31日投入运营。

## 名称
“北辛安”一名源于金元时期，当时该地原本有田、薛两村，村间有一条名为“金口河”的人工河，至元三年（1266年）第一次开河时为祈求祥瑞，金口河北侧的薛村改称北辛安，南侧的田村改名南辛安，至正二年（1342年）第二次开河时，南辛安村被冲毁，仅余北辛安。

## 车站结构

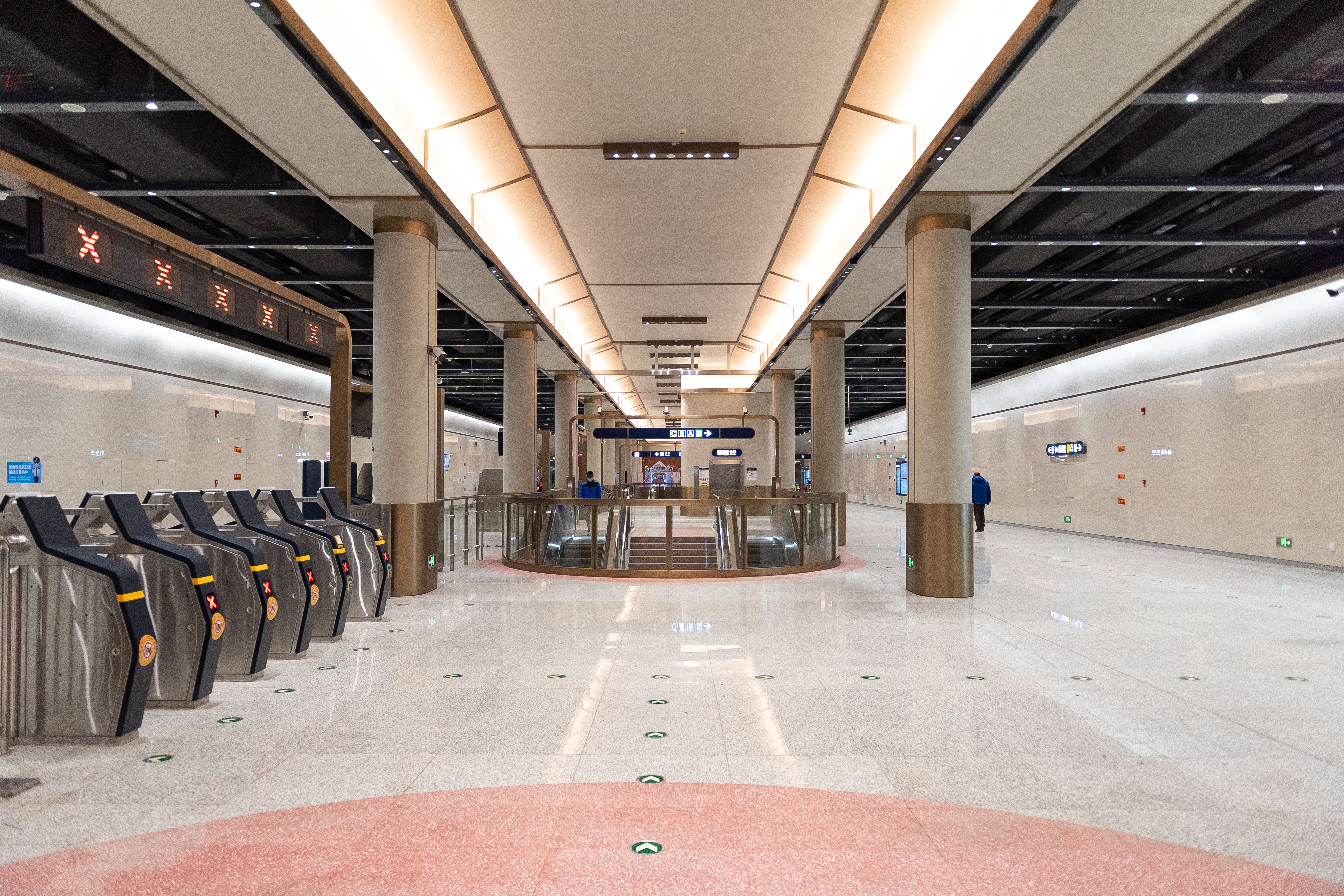
站厅

| 地面     |                    | 出入口                             |  |  |
| 地下一层 | 11号线站厅         | 售票机、问询中心、安检、进出站闸机 |  |  |
| 地下二层 | 1 站台             | 11号线往模式口（金安桥）           |  |  |
|          | 岛式站台，左侧开门 |                                    |  |  |
|          | 2 站台             | 11号线往新首钢（终点站）           |  |  |

## 出入口
|                           |                  |                  |      |            |
| 编号                      | 指示             | 建议前往的目的地 | 照片 | 无障碍设施 |
| 出口 · A                  | 北辛安路（西侧） |                  |      |            |
| 出口 · B · 1              | 北辛安路（西侧） |                  |      |            |
| 出口 · B · 2              | 北辛安路（东侧） |                  |      |            |
| 出口 · B · 3 · 升降机标志 | 北辛安路（东侧） |                  |      |            |
| 出口 · C                  | 北辛安路（西侧） |                  |      |            |

## 历史
本站工程名为北辛安路站。2020年9月25日，北京市规划和自然资源委员会公布《关于轨道交通11号线西段工程沿线车站命名预案的公示书》，拟将北辛安路站改为北辛安站。2020年11月18日，本站正式定名北辛安站。
2023年12月30日，北辛安站B2口、B3口开通。